# Bellatrix
Bellatrix, tên gọi γ Orionis (Tiếng Latinh: Gamma Orionis, viết tắt là Gamma Ori, γ Ori), là ngôi sao sáng thứ ba trong chòm sao Lạp Hộ, cách 5° về phía tây của siêu sao khổng lồ đỏ Betelgeuse (Alpha Orionis). Với cường độ hơi thay đổi khoảng 1,6, nó là ngôi sao sáng thứ 25 trên bầu trời đêm. Nó còn được gọi với tên là Sâm Tú Ngũ (参宿五)

## Tính chất vật lý
Bellatrix là một ngôi sao lớn với khối lượng gấp khoảng 8,6 lần Mặt Trời. Nó có tuổi ước tính khoảng 25 triệu năm - đủ tuổi để một ngôi sao có khối lượng này tiêu thụ hydro ở lõi của nó và bắt đầu tiến hóa khỏi chuỗi chính thành một ngôi sao khổng lồ. Nhiệt độ hiệu dụng của lớp vỏ ngoài của ngôi sao này là 22000 K, nóng hơn đáng kể so với 5,778 K trên Mặt Trời. Nhiệt độ cao này làm cho ngôi sao này có màu trắng xanh thường thấy ở các ngôi sao loại B. Đường kính góc đo được của ngôi sao này, sau khi hiệu chỉnh độ tối của chi, là 0,72 ± 0,04 mas. Ở khoảng cách ước tính là 250 năm ánh sáng (77 parsec), điều này mang lại kích thước vật lý bằng khoảng sáu lần bán kính của Mặt trời.
Bellatrix được cho là thuộc Hiệp hội các ngôi sao Orion OB1 chia sẻ chuyển động chung trong không gian, cùng với các ngôi sao thuộc Vành đai của Orion: Alnitak (Zeta Orionis), Alnilam (Epsilon Orionis) và Mintaka (Delta Orionis). Tuy nhiên, điều này không còn được tin vào trường hợp này nữa, vì Bellatrix hiện được biết là ở gần hơn nhiều so với phần còn lại của nhóm. Người ta không biết nó có sao đồng hành, mặc dù các nhà nghiên cứu Maria-Fernanda Nieva và Norbert Przybilla đưa ra khả năng nó có thể là một hệ nhị phân quang phổ. Một cuộc tìm kiếm những người bạn đồng hành ở gần năm 2011 đã không thể kết luận tìm thấy bất kỳ vật thể nào có chuyển động thích hợp với Bellatrix. Ba ứng cử viên gần đó đều được phát hiện là ngôi sao nền.